# Honoré Van Waeyenbergh
 (février 2021).
La mise en forme du texte ne suit pas les recommandations de Wikipédia : il faut le « wikifier ».
Les points d'amélioration suivants sont les cas les plus fréquents. Le détail des points à revoir est peut-être précisé sur la page de discussion.
- Les titres sont pré-formatés par le logiciel. Ils ne sont ni en capitales, ni en gras.
- Le texte ne doit pas être écrit en capitales (les noms de famille non plus), ni en gras, ni en italique, ni en « petit »…
- Le gras n'est utilisé que pour surligner le titre de l'article dans l'introduction, une seule fois.
- L'italique est rarement utilisé : mots en langue étrangère, titres d'œuvres, noms de bateaux, etc.
- Les citations ne sont pas en italique mais en corps de texte normal. Elles sont entourées par des guillemets français : « et ».
- Les listes à puces sont à éviter, des paragraphes rédigés étant largement préférés. Les tableaux sont à réserver à la présentation de données structurées (résultats, etc.).
- Les appels de note de bas de page (petits chiffres en exposant, introduits par l'outil «  Source ») sont à placer entre la fin de phrase et le point final[comme ça].
- Les liens internes (vers d'autres articles de Wikipédia) sont à choisir avec parcimonie. Créez des liens vers des articles approfondissant le sujet. Les termes génériques sans rapport avec le sujet sont à éviter, ainsi que les répétitions de liens vers un même terme.
- Les liens externes sont à placer uniquement dans une section « Liens externes », à la fin de l'article. Ces liens sont à choisir avec parcimonie suivant les règles définies. Si un lien sert de source à l'article, son insertion dans le texte est à faire par les notes de bas de page.
- La présentation des références doit suivre les conventions bibliographiques. Il est recommandé d'utiliser les modèles {{Ouvrage}}, {{Chapitre}}, {{Article}}, {{Lien web}} et/ou {{Bibliographie}}. Le mode d'édition visuel peut mettre en forme automatiquement les références.
- Insérer une infobox (cadre d'informations à droite) n'est pas obligatoire pour parachever la mise en page.

Pour une aide détaillée, merci de consulter Aide:Wikification.
Si vous pensez que ces points ont été résolus, vous pouvez retirer ce bandeau et améliorer la mise en forme d'un autre article.

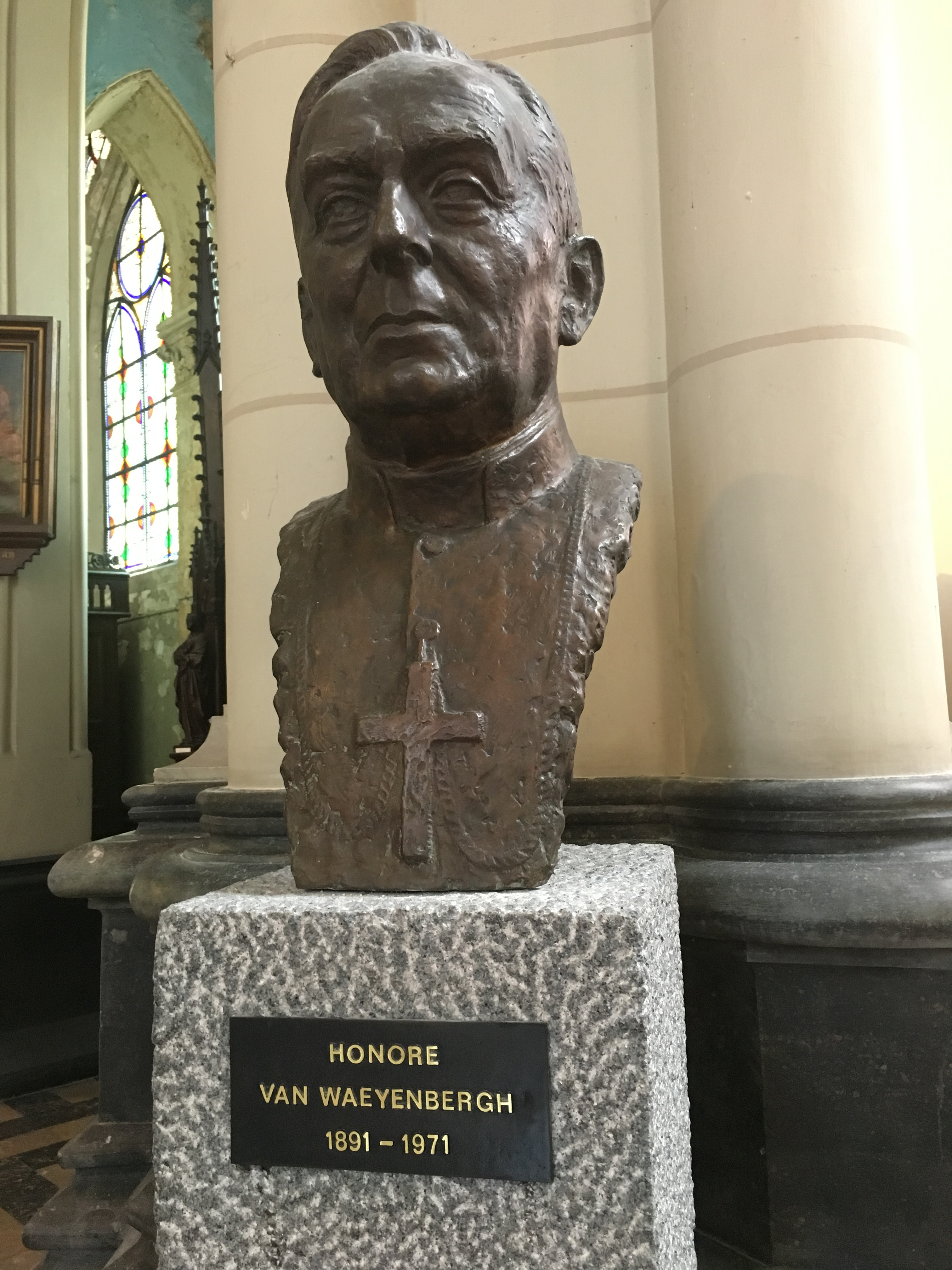
Honoré Van Waeyenbergh

Honoré Marie Louis Van Waeyenbergh ou Honoré Van Waeyenbergh né à Bruxelles le 25 novembre 1891, décédé à Korbeek-Lo le 19 juillet 1971, fut un prêtre du diocèse Bruxelles-Malines et  fut le recteur de l’Université catholique de Louvain de 1940 à 1962. 
Il s’engagea en 1914 comme brancardier dans l’armée belge qui combattait sur l’Yser et résista à l’occupant durant la Seconde Guerre mondiale. Il conduisit le développement de l’Université de Louvain après-guerre et présida à la création de l’Université Lovanium (actuelle Unikin en RDC). Il est un grand oncle de l'homme politique Freddy Thielemans.

## Enfance et formation
Honoré Van Waeyenbergh est le fils de Louis Van Waeyenbergh (1855-1938) et Leonie de Winde (1853-1918).
Après des études primaires à l’Institut Saint-Joseph à Bruxelles, il effectue ses humanités au Petit Séminaire de Hoogstraten puis il entre au Séminaire de Malines. En 1909, le cardinal Mercier l’envoie au Séminaire Léon XIII à Louvain, grâce à quoi il s’inscrit à l’Université catholique et mène des études de philologie classique (candidature) et de philosophie thomiste (baccalauréat) à l'Institut supérieur de philosophie. En 1912, il revient à Malines pour deux années de théologie. 

## La Première Guerre mondiale
Le 5 août 1914, lendemain de l’invasion du pays, il s’engage comme brancardier volontaire dans l’armée belge (au 3e de Ligne et à la 3e DA). Il est gravement blessé à Ramscapelle le 25 octobre et évacué à Manchester où il fut soigné au 2nd Western Military General Hospital. De retour sur le front de l’Yser, il devient le secrétaire de Mgr Marinis (1879-1942), aumônier en chef de l’armée belge. Il termine la guerre avec le grade d’adjudant.

## L’Entre-deux-Guerres
Après l’armistice, il termine son cursus au Séminaire de Malines et est ordonné prêtre le 28 décembre 1919. Il poursuit ses études universitaires et est promu en 1924, docteur en philologie classique de l’Université de Louvain.
Entretemps, le 2 février 1920, il est nommé professeur en classe de rhétorique au Collège Saint-Gommaire de Lierre. Il devient directeur du même collège en décembre 1924 puis directeur du Collège Saint-Jean Berchmans à Anvers en juillet 1927.
En septembre 1936, il succède à Charles Cruysberhs (1891-1976) à la fonction de vice-recteur de l'Université catholique de Louvain. Lorsque le recteur Paulin Ladeuze (1870-1940) décède le 10 février 1940, les évêques de Belgique le choisissent le 19 mars, comme nouveau recteur. Il était chanoine honoraire de la Cathédrale Saint-Rombaut de Malines depuis 1929 et prélat de la Maison de Sa Sainteté depuis 1937. Il présidait le Nederlandse Cultuuraad depuis 1938.

## La Seconde Guerre mondiale
La Belgique est envahie le 10 mai 1940 et des combats ont lieu les 15 et 16 mai autour de Louvain. Le nouveau recteur se met au service de la population et évacue en ambulance des blessés et des malades vers Bruxelles. La ville est bombardée et la bibliothèque de l’Université est incendiée le 17 mai. 
L’université était fermée depuis le 10 mai mais, contrairement à ce qui s’était passé lors de la Première Guerre mondiale où elle était demeurée close durant les quatre années du conflit, le recteur Van Waeyenbergh décide de la rouvrir dès que possible. Il fait prendre contact avec les professeurs dispersés par l’exode et les cours reprennent le 8 juillet 1940. Les deux sessions d’examens ont lieu le 2 septembre et le 21 octobre. La nouvelle année académique débute le 12 novembre, sans cortège ni discours. Honoré Van Waeyenbergh est aussi résolu à résister à l’occupation. Il ne cède pas devant les pressions qu’il subit pour modifier de l’attribution des chaires. Il accueille en novembre 1941 les étudiants de l'Université libre de Bruxelles lorsque celle-ci est contrainte de fermer ses portes. En 1943, il s’oppose à la mise au travail forcé des étudiants de première année et propose aux recteurs des universités de Liège et de Gand le texte d’une protestation collective qu’ils signent ensemble le 22 février 1943. Le 19 mars, il prend publiquement la parole contre cette mesure qui frappe les étudiants mais qui aggrave aussi le sort des jeunes non étudiants. Le 8 avril, l’UCL est sommée de soumettre ses registres d’inscriptions au contrôle allemand sous menace de voir tous les étudiants – sans distinction d’années – déportés en Allemagne. Nouveau refus du recteur qui fait cacher ces documents. Le 5 juin, il est arrêté et incarcéré à la prison de Saint-Gilles. Le 30 juin à Bruxelles, le conseil de guerre le condamne à 18 mois de prison. Sa peine est commuée en résidence forcée six mois plus tard, à la faveur des interventions de la reine Élisabeth et du Saint-Siège. Il demeure à Asse puis à Tervueren jusqu’au lendemain du grand bombardement de Louvain la nuit du 11 au 12 mai 1944, où il regagne la ville.

## Le développement de l’Université
L'œuvre rectorale d'H. Van Waeyenbergh consista à relever l'université des destructions subies en 1940 et 1944 et à construire, dans les années 1950 tous les bâtiments rendus nécessaires par l'augmentation considérable du nombre d'étudiants et par le dédoublement de tous les cours qui seraient désormais donnés en français et en néerlandais. Le recteur favorise l’érection de la Faculté des sciences économiques, sociales et politiques, la création de nouveaux laboratoires (cyclotron...) et de nouveaux programmes d’enseignement (comme les sciences religieuses). 
Le crédit de Louvain ne cessait de croître, tant en Belgique qu'à l'étranger et le recteur Van Waeyenbergh est un porte-parole écouté et un ambassadeur prestigieux. En 1948, il est choisi comme Président de la fédération internationale des Universités catholiques (1948-1960) et en restera le président honoraire jusqu’à son décès. Le 1er septembre 1954, il est fait évêque titulaire de Gilba (de) et évêque auxiliaire de Malines ce qui constitue la « ratification ecclésiastique de son œuvre » (A. Descamps).
À la fin de son rectorat, en 1961-1962, il est confronté aux prémices de la crise qui conduira à la séparation de l’Université catholique de Louvain et de la Katholieke Universiteit Leuven en 1968. « La position des évêques était différente de celle du recteur. Certes, ils n'envisageaient ni le déménagement de la section française, ni la scission de l'université. Mais ils voulaient des réformes, et notamment une large autonomie pour chacune des deux sections, une direction plus collégiale, avec une plus grande participation des laïcs. Et ils se heurtaient à l'impossibilité absolue de rallier Mgr Van Waeyenbergh à leurs vues. Coïncidence presque curieuse : en 1961, le recteur est dans sa septantième année, l'âge de l'éméritat à Louvain. Le règlement habituel, — à supposer qu'il lui fût appliqué, — lui permet de rester en fonction jusqu'à la fin de l'année académique 1961-1962. Ce fut le moment choisi par les évêques pour le remplacer. » (A. Descamps)

## Lovanium
En 1962, il participe aux travaux du Concile. Il se rend une fois encore à l’Université Lovanium à la création de laquelle il avait œuvré depuis 1947. En 1950, il avait été le Président fondateur (Président honoraire de 1960-1971) du Conseil d’administration de l’Université Lovanium.
En 1947, les écoles médicale (Fomulac), agronomique (Cadulac, fondée en 1932), et administrative (1946-47), que l’UCL avaient fondées à Kisantu, fusionnèrent et formèrent le Centre Universitaire Congolais Lovanium. Son niveau fut celui d’un enseignement technique supérieur. Le Gouvernement décida, la même année, de l’organisation d’un enseignement secondaire  général  à l’intention des jeunes Africains. La question se profila ainsi de créer au Congo une formation supérieure qui débuterait en 1953, à la sortie des premiers diplômés d’humanités. Les opinions étaient divisées. L’Université de Louvain acquit la conviction qu’elle avait la responsabilité de créer cet enseignement universitaire au Congo. La signature d’une première convention avec l’État en 1950 lui en conféra officiellement la mission, non sans péripéties ultérieures. Les autorités de Lovanium prirent la décision, dans cet objectif, de transférer le Centre de Kisantu à Kimwensa, Mission jésuite proche de Léopoldville. Les constructions commencèrent en 1953. Une année de formation pré-universitaire fut organisée en 1953-1954. La première rentrée universitaire eut lieu le 12 octobre 1954. Le nombre de facultés et d’instituts s’accrut progressivement jusqu’à un état complet en 1959. L’arrêté royal du 16 février 1956 institua Lovanium en Université.

## Charges et distinctions
- Recteur de l'Université catholique de Louvain (1940-1962)
- Protonotaire apostolique (1945)
- Évêque de Gilda (1954)
- Évêque auxiliaire de Malines (1954)
- Grand Prieur de la Lieutenance belge de l’Ordre équestre du Saint-Sépulchre à Jérusalem (1963)
- Président du Conseil national des Missions (1967)
- Croix de l’Yser, Croix de Guerre, Croix de feu, (médaillé en tant que prisonnier politique, résistant, invalide)
- Grand officier des Ordres de Léopold et de la Couronne avec liseré, de l’Ordre d’Orange-Nassau (Luxembourg)
- Commandeur de l’Ordre de Nassau (Pays-Bas, 1946), du Mérite de la République italienne (1959), du Sénégal (1954)
- Officier de la Légion d’honneur (1945), de l’Ordre de Léopold II avec glaive (avec la Médaille d’Or du Mérite de cet Ordre) (1947)
- Grand Croix de l’Ordre Souverain de Malte (1948), du Mérite de la République allemande (1949), de l’Ordre d’Alfonso el Sabio (Espagne, 1953-1971)
- Citoyen d’honneur de Louvain (1970).
- Docteur honoris causa des universités de Washington (Université catholique), Québec (Laval), Durham, Édimbourg, Dublin, Münster New York (Fordham), Buenos Aires (Salvador), Santiago du Chili (Université catholique), Strasbourg et Lublin.
- Membre de la Koninklijke Vlaamse Academie voor Wternschappe, Letteren et Schone Kunsten van Belgïe (1945-1971)
- Membre d’honneur de la Nederlandse maatschappij voor Letterkunde à Leyde (1948)
- Membre d’honneur du Conseil supérieur de la recherche scientifique de Madrid (1952)
- Prix Vondel (1965), médaille d’Alzon (Worcester, USA, 1953)